# Mirantes de Luna
Mirantes de Luna es un despoblado español perteneciente al municipio de Los Barrios de Luna, en la provincia de León, comunidad autónoma de Castilla y León.

## Geografía física
Clima frío pero sano (según la descripción de Madoz).

### Ubicación
El despoblado está situado en la falda de una peña. Limita al N con Miñera, al E con Piedraseca, al S con Irede y al O con Ceide.

### Hidrografía
Por su término pasa el río Luna que fertilizaba las tierras de labor. También había un arroyo que bajaba de las montañas de Santa Eulalia.

## Historia
siglo XIX
En el siglo XIX Pascual Madoz en su Diccionario Geográfico lo describe con el nombre de Mirantes como lugar del Ayuntamiento de Barrios de Luna, partido judicial de Murias de Paredes. Pertenecía a la diócesis de Oviedo, vicaría de San Millán; audiencia territorial y capitanía general de Valladolid. Tenía 38 casas, 28 vecinos y 133 almas; una iglesia parroquial consagrada a San Mamés y escuela de primeras letras por temporada para ambos sexos. Sus caminos eran locales; tenía buenas aguas potables. Producía trigo,  centeno, algo de lino, legumbres y pasto; había cría de ganado y caza variada. Pesca principalmente de truchas.
siglo XX
En 1956 se construyó para zonas de regadío del Páramo Leonés y la comarca del río Órbigo el embalse de Barrios de Luna cuyo proyecto databa de 1935-1936 y que provocó la despoblación de 14 pueblos: El Ayuntamiento de Láncara de Luna quedó sumergido junto con sus pueblos Arévalo, Campo de Luna, La Canela, Casasola, Cosera de Luna, Lagüelles, Láncara de Luna, Miñera, El Molinón, Oblanca, San Pedro de Luna, Santa Eulalia de las Manzanas, Truva y Ventas de Mallo.

Hubo otros pueblos como Mirantes que no resultaron anegados por las aguas pero sí expropiados; en este caso las aguas cubrieron las tierras de labor y desaparecieron los caminos de comunicación.
Las aguas tampoco llegaron a la iglesia parroquial por lo que siguió en uso para la celebración de romerías, aunque el retablo y la Virgen del Rosario, la Virgen en
Majestad, San Blas y el estandarte de la Virgen fueron llevados a la iglesia parroquial de Barrios de Luna para su custodia.